# Chiesa di San Pietro a Presciano
La chiesa di San Pietro a Presciano è un luogo di culto cattolico situato a Pieve a Presciano, nel comune di Laterina Pergine Valdarno, in provincia di Arezzo.

## Storia
Di fondazione paleocristiana e posta lungo un antico itinerario romano, è documentata nel 1021, e faceva parte dei possedimenti dell'abbazia di Agnano.
La chiesa è stata trasformata nel XIX secolo per volere del pievano Giovanbattista Salimbeni che la ebbe in custodia. Nel 1838 fece costruire la cappella dell'Addolorata nella parete di fronte a quella del Rosario in identiche forme settecentesche. Il campanile fu iniziato a costruire nel 1841 e terminato nel giugno 1846. Il Salimbeni si esprimeva così in una nota a margine del suo inventario: «il vecchio campanile, rozzo quanto un camino da forno, è stato rimpiazzato dall'altro a torre». Sempre il Salimbeni nel 1857 fece costruire la volta sorretta da dodici colonne. Nel 1862 il pievano acquistò l'altare maggiore dai canonici di San Lorenzo a Firenze, per la somma di 400 lire. Il Salimbeni alla sua morte è stato sepolto nella chiesa.

## Descrizione
L'attuale edificio è frutto di un radicale rifacimento ottocentesco. Con facciata di gusto classicheggiante, presenta l'interno ad aula unica con abside semicircolare e volta a botte.
L'altare a sinistra fu eretto nel XVI secolo dalla famiglia Danesi, della quale si nota a destra lo stemma. Sulla parete destra è un altare quattrocentesco che conserva un dipinto centinato con la Immacolata Concezione firmata e datata 1675 da Giovanni Battista Biondi, allievo di Salvi Castellucci. All'altezza del transetto, una lapide sul pavimento ricorda il luogo di sepoltura del pievano Giovanbattista Salimbeni. A pavimento nel presbiterio si trova l'organo a canne, costruito da Raffaello Paoli nel 1869; a trasmissione meccanica, dispone di 19 registri su unico manuale e pedale.
Nella canonica è conservato un interessante Cristo ligneo quattrocentesco, a braccia mobili, così da poter essere utilizzato nella processione del Cristo morto.